# NGC 4525
NGC 4525 ist eine leuchtschwache Spiralgalaxie vom Hubble-Typ Sab/P im Sternbild Haar der Berenike am Nordsternhimmel. Sie ist schätzungsweise 53 Millionen Lichtjahre von der Milchstraße entfernt und hat einen Durchmesser von etwa 40.000 Lichtjahren. Gemeinsam mit 18 weiteren Galaxien bildet sie die NGC 4274-Gruppe (LGG 279).
Im selben Himmelsareal befindet sich u. a. die Galaxie NGC 4514.
Das Objekt wurde am 13. März 1785 von dem deutsch-britischen Astronomen William Herschel mithilfe seines 18,7 Zoll-Spiegelteleskops entdeckt.